# Дрізд карибський
Дрізд карибський (Turdus plumbeus) — вид горобцеподібних птахів родини дроздових (Turdidae). Мешкає на Карибах.

## Опис

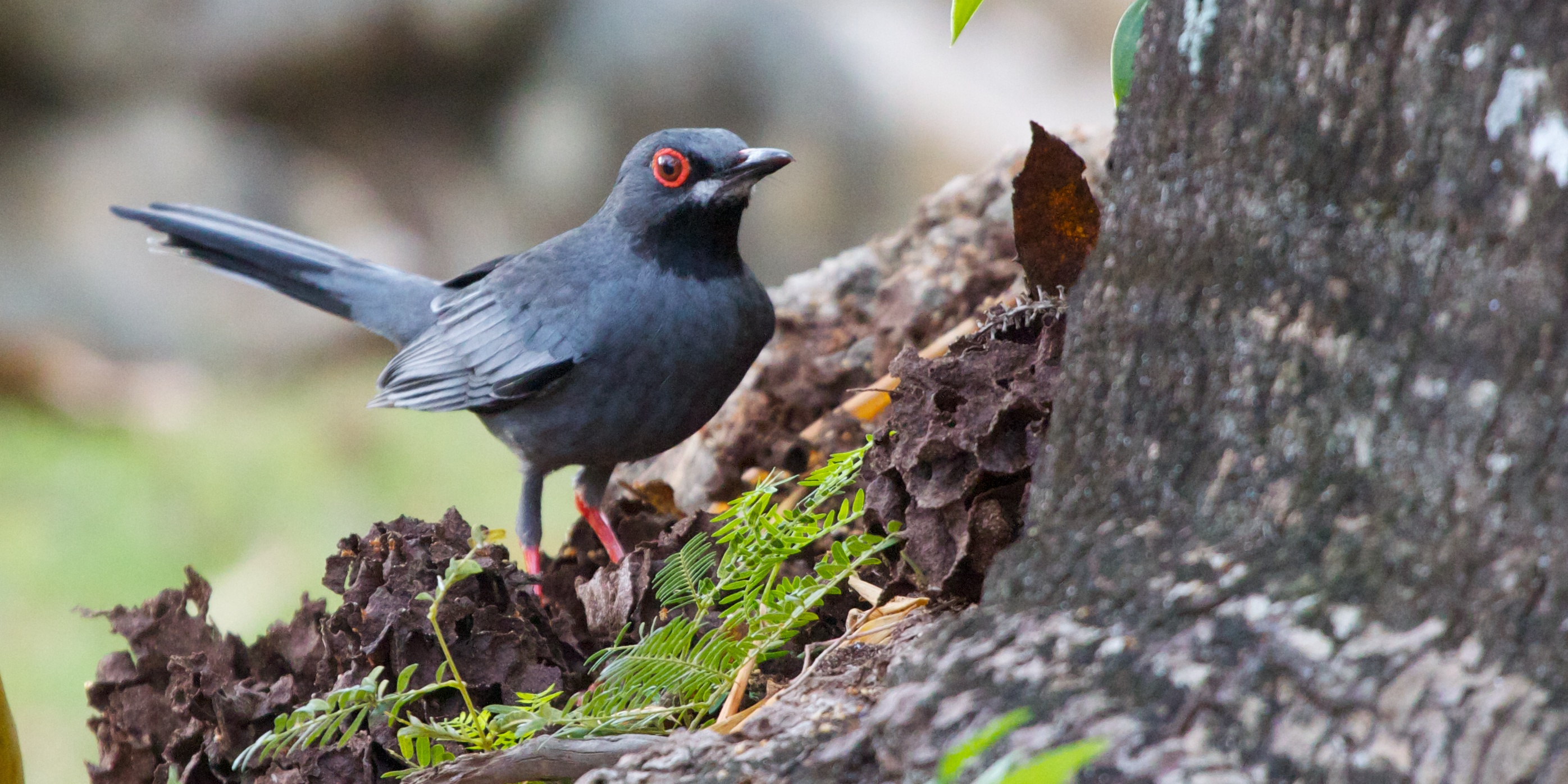
Карибський дрізд (Багами)

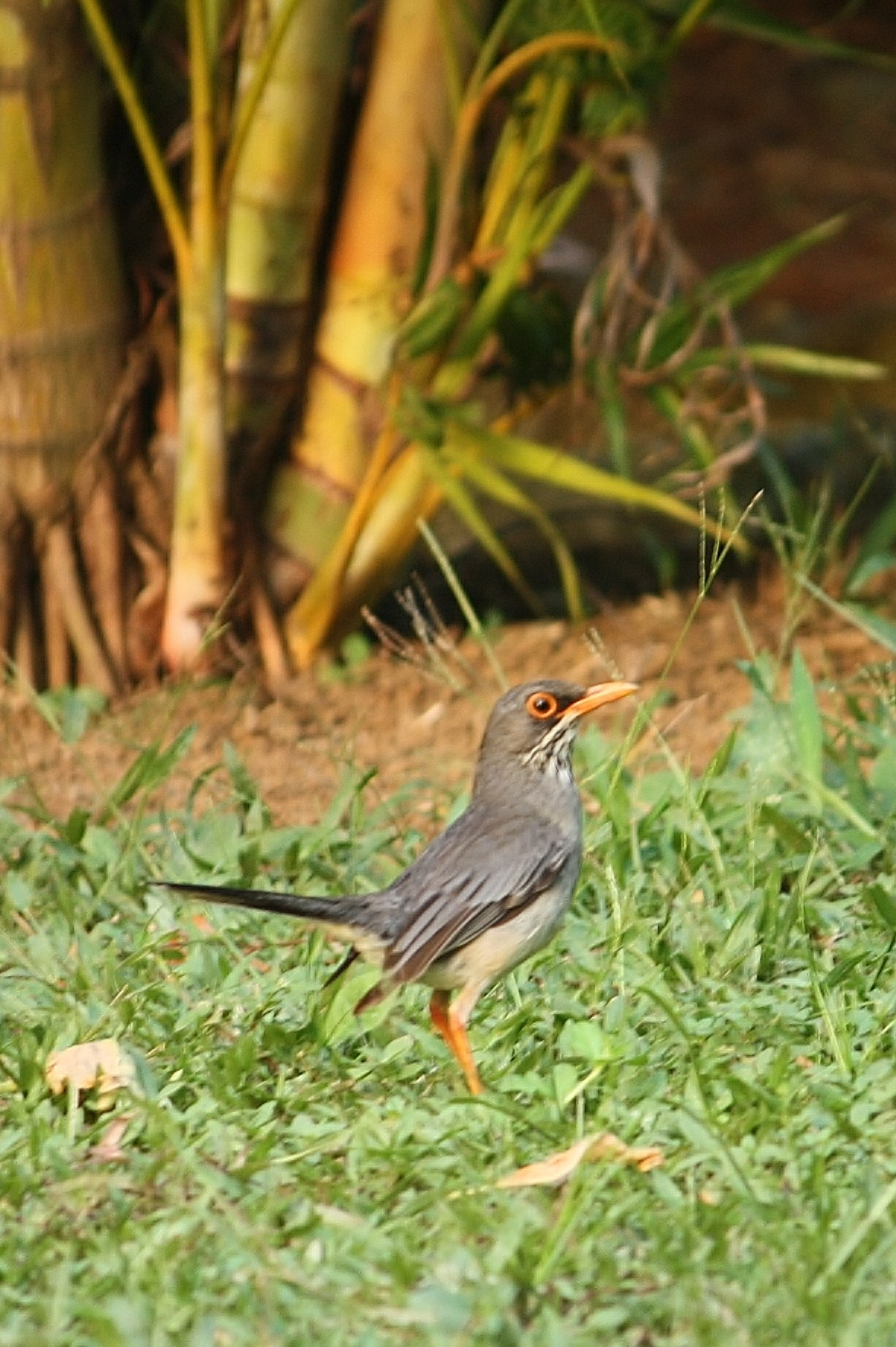
Карибський дрізд (Домініка)

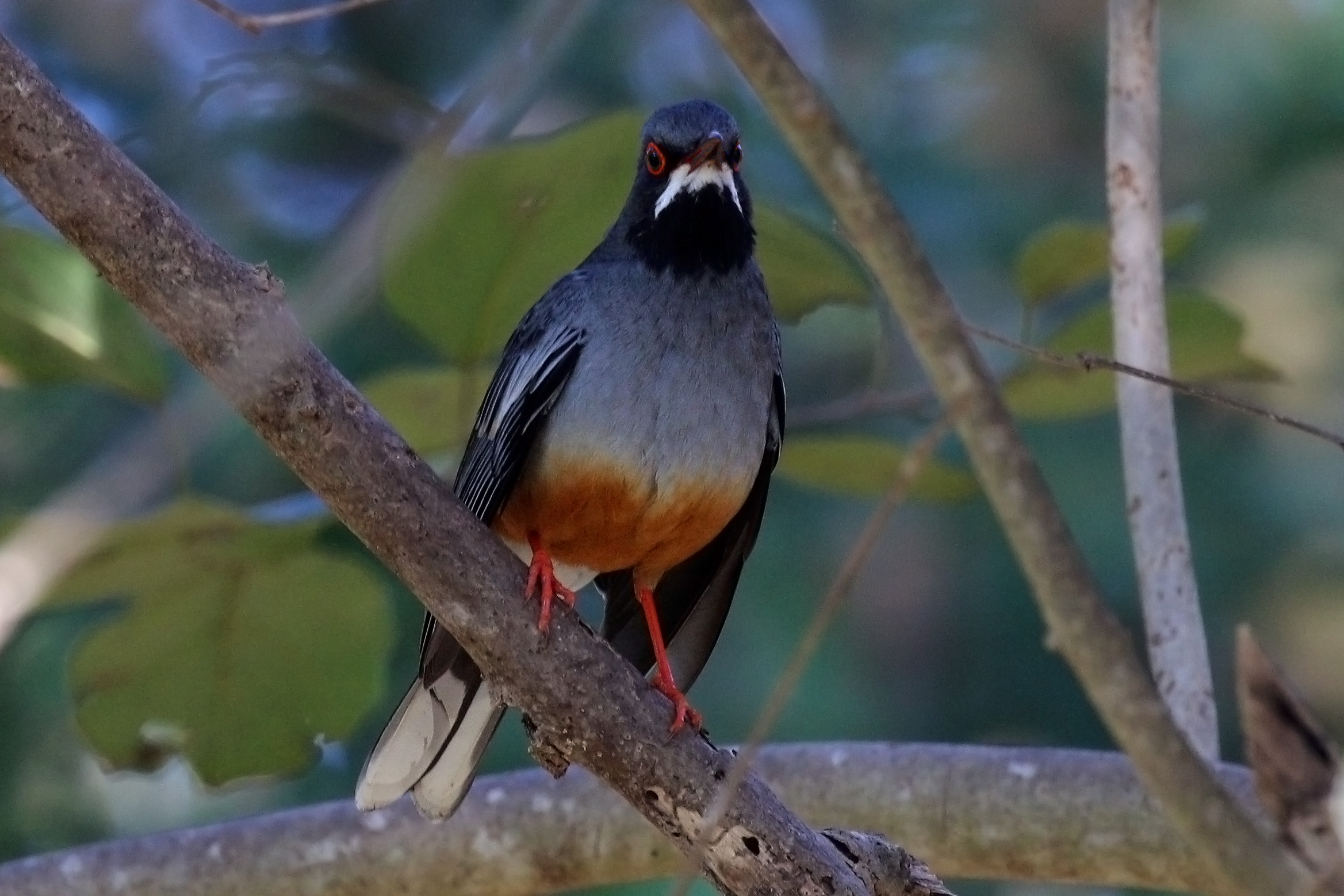
Карибський дрізд (Куба)

Довжина птаха становить 27-28 см, вага 50-82 г. Верхня частина тіла сиза, нижня частина тіла світло-сіра, боки оранжеві, горло чорно-біле. Дзьоб і лапи яскраво-оранжево-червоні. Навколо очей яскраво-орнжево-червоні кільця. Представники різних підвидів дещо різняться за забарвленням.

## Підвиди
Виділяють шість підвидів:
- T. p. plumbeus Linnaeus, 1758 — північні Багамські Острови;
- T. p. schistaceus (Baird, SF, 1864) — східна Куба;
- T. p. rubripes Temminck, 1826 — центральна і західна Куба, Ісла-де-ла-Хувентуд;
- T. p. coryi (Sharpe, 1902) — Кайманові Острови;
- T. p. ardosiaceus Vieillot, 1822 — острови Гаїті і Пуерто-Рико;
- T. p. albiventris (Sclater, PL, 1889) — острів Домініка.

Деякі дослідники виділяють підвиди T. p. schistaceus, T. p. rubripes і T. p. coryi у окремий вид Turdus rubripes, а підвиди T. p. ardosiaceus і T. p. albiventris — у окремий вид Turdus ardosiaceus.

## Поширення і екологія
Карибські дрозди мешкають на Багамських і Кайманових островах, на Кубі, Гаїті, Домініканській Республіці, Домініці і Пуерто-Рико. Раніше вони мешкали також на Лебединих островах в Гондурасі, однак вимерли. Вони живуть у вологих і сухих тропічних лісах, в чагарникових заростях, на полях, плантаціях, в парках і садах. Живляться переважно плодами, а також комахами та іншими дрібними безхребетними.